# LunaJets
LunaJets ist ein Privatjetbroker mit Hauptsitz in Genf, Schweiz, wo das Unternehmen seit seiner Gründung im Jahr 2007 durch den ehemaligen Ogilvy-Werber Eymeric Segard vertreten ist. Das Unternehmen hat im Laufe der Jahre auch Büros in London, Paris, Monaco, Riga und Dubai eröffnet.
Es handelt sich um ein privates Unternehmen, das von zweien der Gründer geleitet wird.
Als Onlinemakler besitzt das Unternehmen keine Flugzeuge, sondern vermittelt Betreiber und Besitzer von Privatjets an Privatjetkunden, um kürzere Flüge und Leerflüge auf Abruf anzubieten. Im Laufe der Jahre hat LunaJets ein globales Netzwerk von 350 Betreibern aufgebaut und Zugang zu 4800 Flugzeugen, so dass LunaJets Zugang zu allen Kategorien von Flugzeugen hat, sowohl Turboprop- als auch Düsenflugzeugen, von Very Light Jets, wie der Cessna Citation Mustang, bis hin zu VIP-Airlinern, wie Boeing Business Jets (BBJs) und Airbus Corporate Jets (ACJs).

## Geschichte

LunaJets-Hauptsitz in Genf, Schweiz

LunaJets wurde im Dezember 2007 von Eymeric Segard, dem amtierenden CEO des Unternehmens, gegründet. Das ursprüngliche Konzept bestand darin, eine Online-Plattform zu schaffen, die "Leerflüge" und "leere Sitze" in letzter Minute in Privatflugzeugen, die leer fliegen, mit einem Abschlag vom Marktpreis anbietet. Leerflüge", die in der Branche auch als "Deadhead", "Positionierung" oder "Fährflüge" bezeichnet werden, sind Flugzeuge, die ohne Passagiere fliegen, weil sie u. a. ihre Position ändern oder zu ihrer Heimatbasis zurückkehren müssen.  Damals startete der Unternehmer Richard Branson zusammen mit dem Unternehmer Scott Duffy ein ähnliches Konzept mit dem Namen "Virgin Charter", doch bei LunaJets funktionierte das Konzept des Jet-Sharings und des Weiterverkaufs von Privatjetsitzen nicht. Virgin Charter, das damals 100 Mitarbeiter beschäftigte, stellte seinen Betrieb 2009 ein, als der Charterverkehr mit Privatjets aufgrund der Finanzkrise drastisch zurückging. LunaJets hingegen hatte bereits im Juli 2008, kurz nachdem Eymeric Segard LunaJets gegründet hatte, seinen ersten freien Sitzplatz verkauft. Im selben Jahr entwickelten sie ihre Online-Buchungsplattform mit firmeneigener Technologie. 2009 starteten sie ihre Website, die sich selbst als High-Tech, Full-Service und niedrige Provisionen für Privatjet-Charterflüge auf Anfrage anpreist.

## Zertifizierungen und Verbände
LunaJets ist ARGUS-zertifiziert LunaJets ist Mitglied der European Business Aviation Association (EBAA) und der U.S. National Business Aviation Association (NBAA).
LunaJets gehört der Air Charter Association als ARGUS-zertifiziertes Maklermitglied an. ARGUS wurde entwickelt, um ein höheres Maß an Sicherheit und Kundenservice zu fördern. Das Unternehmen bietet Luftfahrtberatung, globale Audit-Standards und Luftfahrtanalysen.